# Páll Ólafsson
Páll Ólafsson (ur. 8 marca 1827, zm. 23 grudnia 1905) – islandzki poeta. Był farmerem i posłem z ze wschodniego obszaru  Islandii. Autor licznych wierszy inspirowanych uczuciem do przyszłej żony. 